# Hippobroma longiflora
Revienta caballos, ciega ojo o quibey de Cuba, Hippobroma es un género monotípico de plantas  perteneciente a la familia Campanulaceae. Su única especie: Hippobroma longiflora (L.) G.Don, Gen. Hist. 3: 717 (1834), es originaria de Jamaica y se ha extendido por todo el mundo, naturalizándose en los trópicos americanos y en Oceanía.

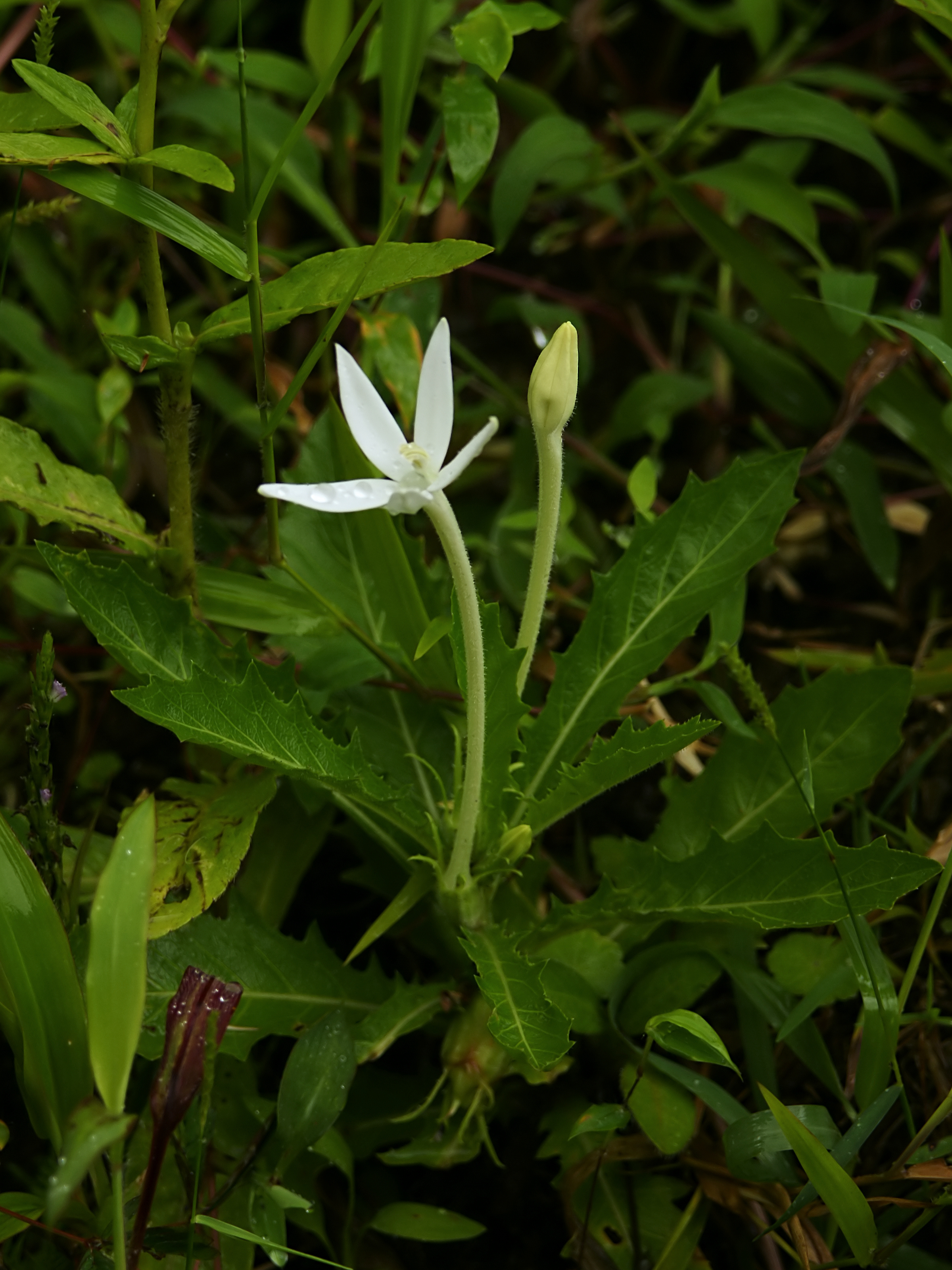
Vista de la planta

## Descripción
Son hierbas perennes erectas o decumbentes, con un tamaño de 30–50 (–90) cm de alto. Hojas elípticas a oblanceoladas, mayormente (5–) 10–20 cm de largo y (1–) 2–5 cm de ancho, gruesa e irregularmente repando-dentadas con 15–20 dientes grandes así como también calloso-denticuladas con 4–6 veces más dientes pequeños. Flores solitarias en las axilas de las hojas, pedicelos ca 0.4–0.8 cm de largo, con un par de bractéolas basales, filiformes y 2–4 mm de largo; hipanto obcónico, 6–10 mm de largo, lobos del cáliz más o menos lineares, márgenes calloso-denticulados; corola hipocrateriforme, blanca a blanca con los nervios verde pálidos, tubo 5–13.5 cm de largo, lobos subiguales, 1.3–2.7 cm de largo; filamentos glabros, connados distalmente, anteras connadas, ligeramente encorvadas, las anteras más cortas ca 3 mm de largo, con fascículos de tricomas densos en el ápice y las más largas ca 5–6 mm de largo, blanco-barbadas en el ápice. Cápsulas 1.2–2 cm de largo, 4/5 o más ínferas, biloculadas, loculicidas apicalmente; semillas foveolado-reticuladas.

## Propiedades
Es notable por tener principios activos de dos alcaloides: lobelina y nicotina. Los efectos de la nicotina y lobelina son bastante similares, con efectos psicoactivos, a dosis pequeñas y con efectos desagradables como vómitos, parálisis muscular y temblor en dosis más altas.  Por esta razón, H.longiflora (y sus varios sinónimos)  hace referencia en cuanto a su toxicidad  en  sus usos de etnobotánica.
Al retirar esta maleza, es importante usar guantes: la savia es un irritante que puede ser absorbido por la piel, y una pequeña cantidad de savia en los ojos puede causar ceguera.

## Taxonomía
Hippobroma longiflora fue descrita por (L.) G.Don y publicado en A General History of the Dichlamydeous Plants 3: 717. 1834.
Sinonimia:
- Lobelia longiflora L., Sp. Pl.: 930 (1753).
- Rapuntium longiflorum (L.) Mill., Gard. Dict. ed. 8: n. 7 (1768).
- Isotoma longiflora (L.) C.Presl, Prodr. Monogr. Lobel.: 42 (1836).
- Laurentia longiflora (L.) Peterm., Pflanzenreich: 444 (1845).
- Solenopsis longiflora (L.) M.R.Almeida, Fl. Maharashtra 3A: 155 (2001).
- Isotoma runcinata Hassk., Bonplandia (Hannover) 7: 181 (1859).
- Laurentia longiflora var. runcinata (Hassk.) E.Wimm., Ann. Naturhist. Mus. Wien 56: 337 (1948).
- Isotoma longiflora var. runcinata (Hassk.) Panigrahi, P.Daniel & M.V.Viswan., Indian J. Forest. 4: 151 (1981).[4]